# امیلیو ریورا
امیلو ریورا (انگلیسی: Emilio Rivera؛ زادهٔ ۲۴ فوریهٔ ۱۹۶۱) یک هنرپیشه اهل ایالات متحده آمریکا است.
از فیلم‌ها یا برنامه‌های تلویزیونی که وی در آن نقش داشته است می‌توان به جرایم سنگین، ال چیکانو، تپانچه ۱۰ سنت و راه کریسمس اشاره کرد.